# Oberwölz Umgebung
Oberwölz Umgebung var en kommun i  distriktet Murau i förbundslandet Steiermark i Österrike. Kommunen blev den 1 januari 2015 en del av kommunen Oberwölz.
Kommunen bestod av fem orter (Ortschaften) (inom parentes invånarantal 1 januari 2024):
- Hinterburg (119)
- Krumegg (57)
- Raiming (279)
- Salchau (155)
- Schöttl (102)